# Muñata

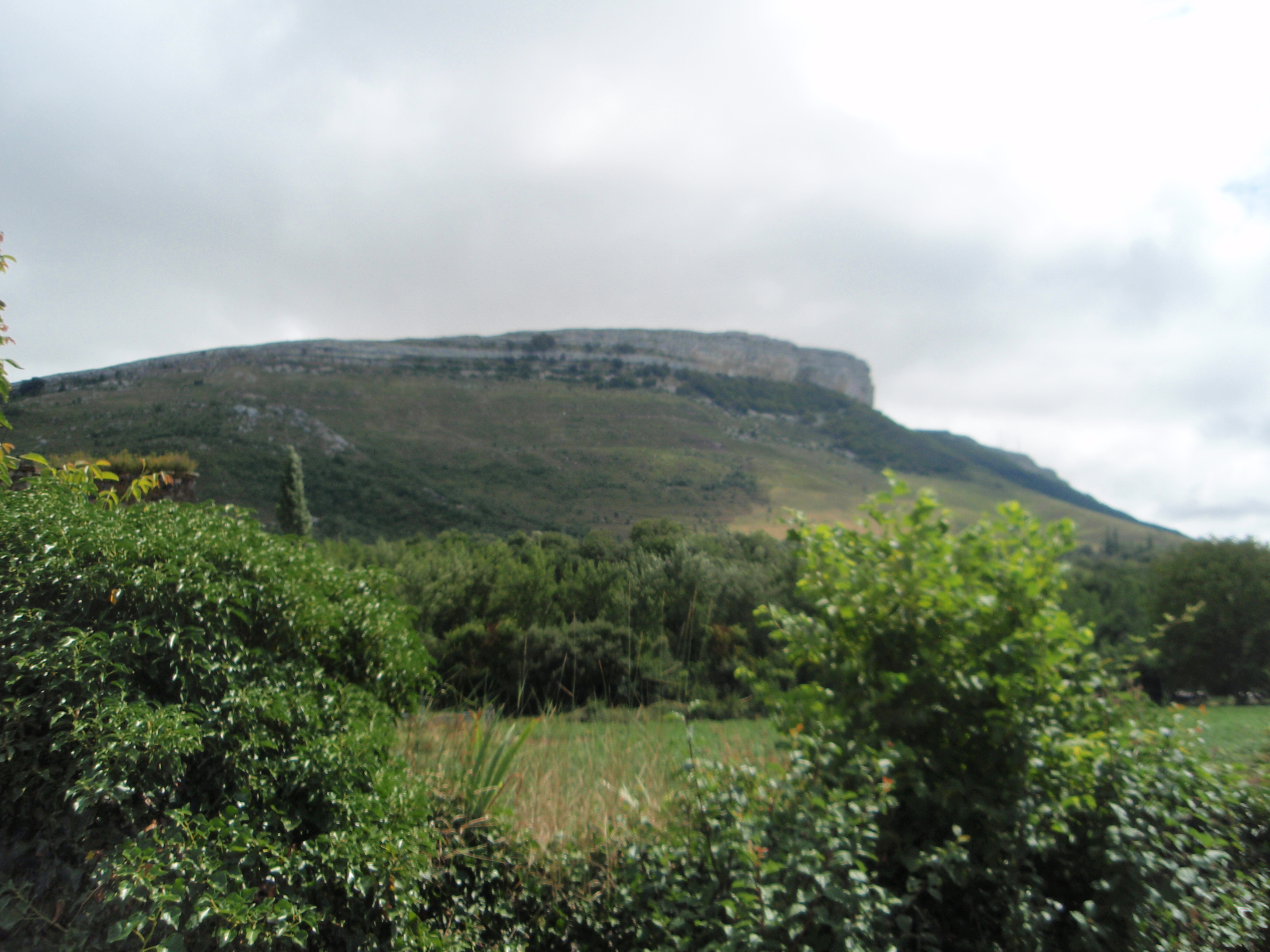
Vista de la montaña desde Cadalso (Cantabria).

Muñata es una elevación situada en el municipio cántabro de Valderredible (España), en el Páramo de la Lora. Desde Valderredible se aprecia el perfil acantilado de la misma, mientras que desde el páramo es el punto más alto de una llanura. En lo más alto hay un vértice geodésico que marca una altitud de 1181,40 m s. n. m. en la base del pilar. Se puede llegar al vértice desde el Páramo de la Lora, partiendo del pueblo burgalés de Sargentes de la Lora, a través del camino que lleva al repetidor de televisión. Desde el lado cántabro, puede subirse a pie desde Villota de Elines con facilidad. Tiene vistas sobre todo el valle de Valderredible, que queda debajo.